# Biederthal
Biederthal (deutsch nach 1918 auch Biedertal) ist eine französische Gemeinde mit 329 Einwohnern (Stand 1. Januar 2022) im elsässischen Département Haut-Rhin in der Region Grand Est (bis 2015 Elsass). Sie gehört zum Arrondissement Altkirch, zum Kanton Altkirch und ist Mitglied des Gemeindeverbandes Sundgau.

## Geografie
Das Dorf Biedertal liegt 15 Kilometer südwestlich der Basler Innenstadt, zwischen den Schweizer Gemeinden Rodersdorf und Burg im Leimental. Die Gemeinde Biederthal ist im Norden, Osten und Süden von Schweizer Territorium umgeben. Der Börsegraben, der im benachbarten Wolschwiller entspringt und als einer der Birsig-Quellflüsse gilt, fließt kanalisiert nordwestlich des Dorfkerns vorbei; beim Übertritt nach Rodersdorf mündet er in den Birsig, der von Burg im Leimental kommend durch den Dorfkern fließt.

## Geschichte

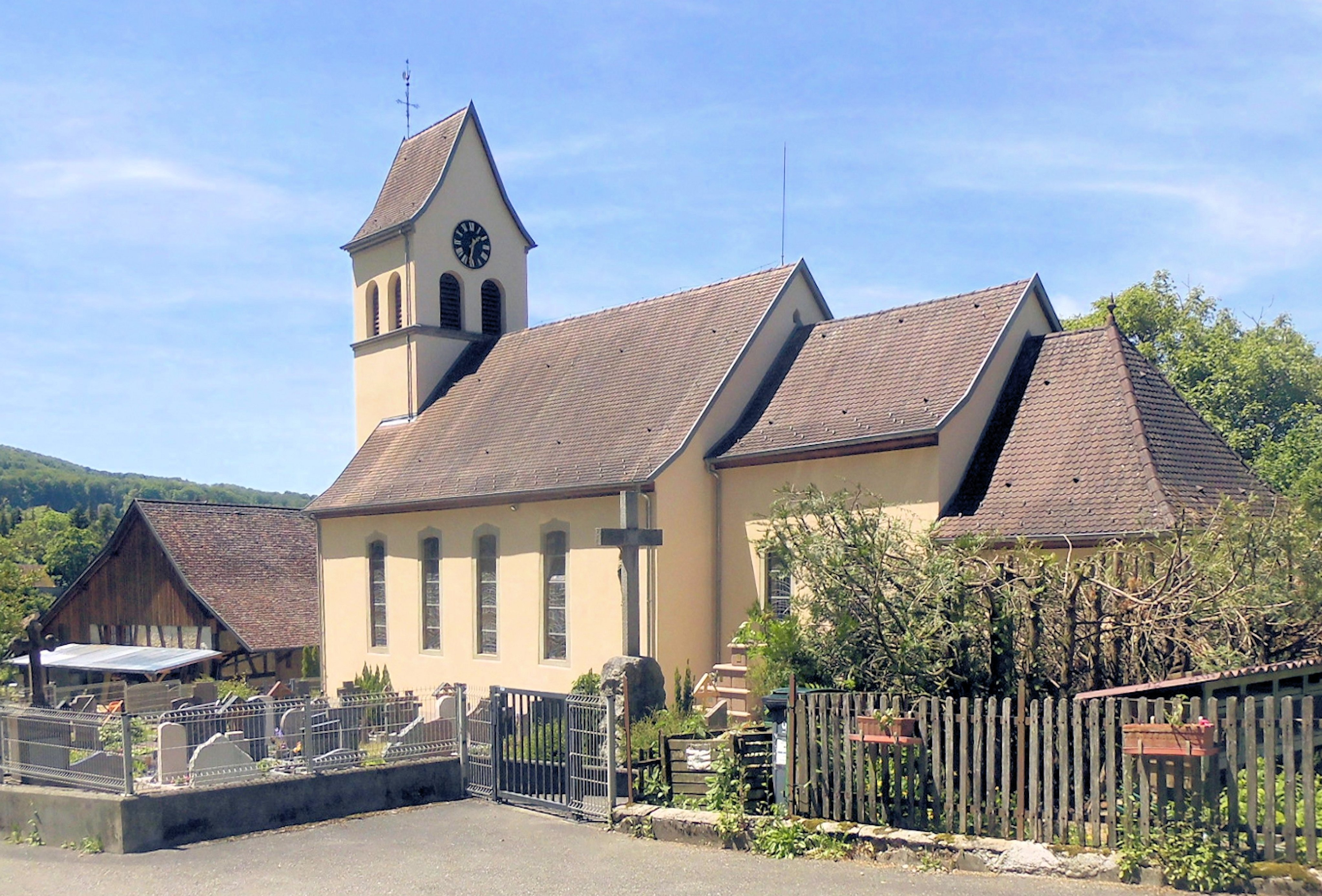
Kirche St. Michael Biederthal

Auf der Gemarkung wurden beim Chaibeloch vorgeschichtliche Funde gemacht. Ebenso wurden Spuren römischer Besiedlung und Gräber der Merowingerzeit  entdeckt. 1141 hieß der Ort gemäß Dokumenten Biederdan und war ein Gut in der Grafschaft Pfirt, das den Edelfreien von Biederthan gehörte. Von den Biederthan zweigten sich die seit 1197 urkundlich nachgewiesenen Herren von Ratolsdorf (Rodersdorf im Kanton Solothurn) ab. Auch die Herren von Blauenstein sind ein Zweig der Edelfreien von Biederthal und von den Ratolsdorfern zweigten sich die Herren von Rotberg (auf Burg Rotberg, Kanton Solothurn) ab. Alle Geschlechter führten ähnliche Wappen.
1324 ging Biederthal mit der Heirat der Johanna von Pfirt mit Herzog Albrecht II. von Österreich an die Habsburger über. Bis Mitte des 15. Jahrhunderts konnten die Herren von Rotberg neben anderen Besitzen (Rodersdorf, Burg Blauenstein in Kleinlützel) auch den Hof Leuhausen in Biederthal an sich bringen. 1580 ging der Ort an die Freiherren Reich von Reichenstein über. Sie bauten ein Schloss und ein Schlossgut, die bis 1857 in ihrem Besitz blieben.
Von 1871 bis zum Ende des Ersten Weltkrieges gehörte Biederthal als Teil des Reichslandes Elsaß-Lothringen zum Deutschen Reich und war dem Kreis Altkirch im Bezirk Oberelsaß zugeordnet.

## Bauwerke
Ehemaliger Herrensitz der Reich von Reichenstein. Stattlicher Walmdachbau mit barocken Okuli-Gauben, am Portal das Wappen der Reich von Reichenstein und der Rink von Baldersheim. Datiert 1733. Bis 1857 im Besitz der Familie.

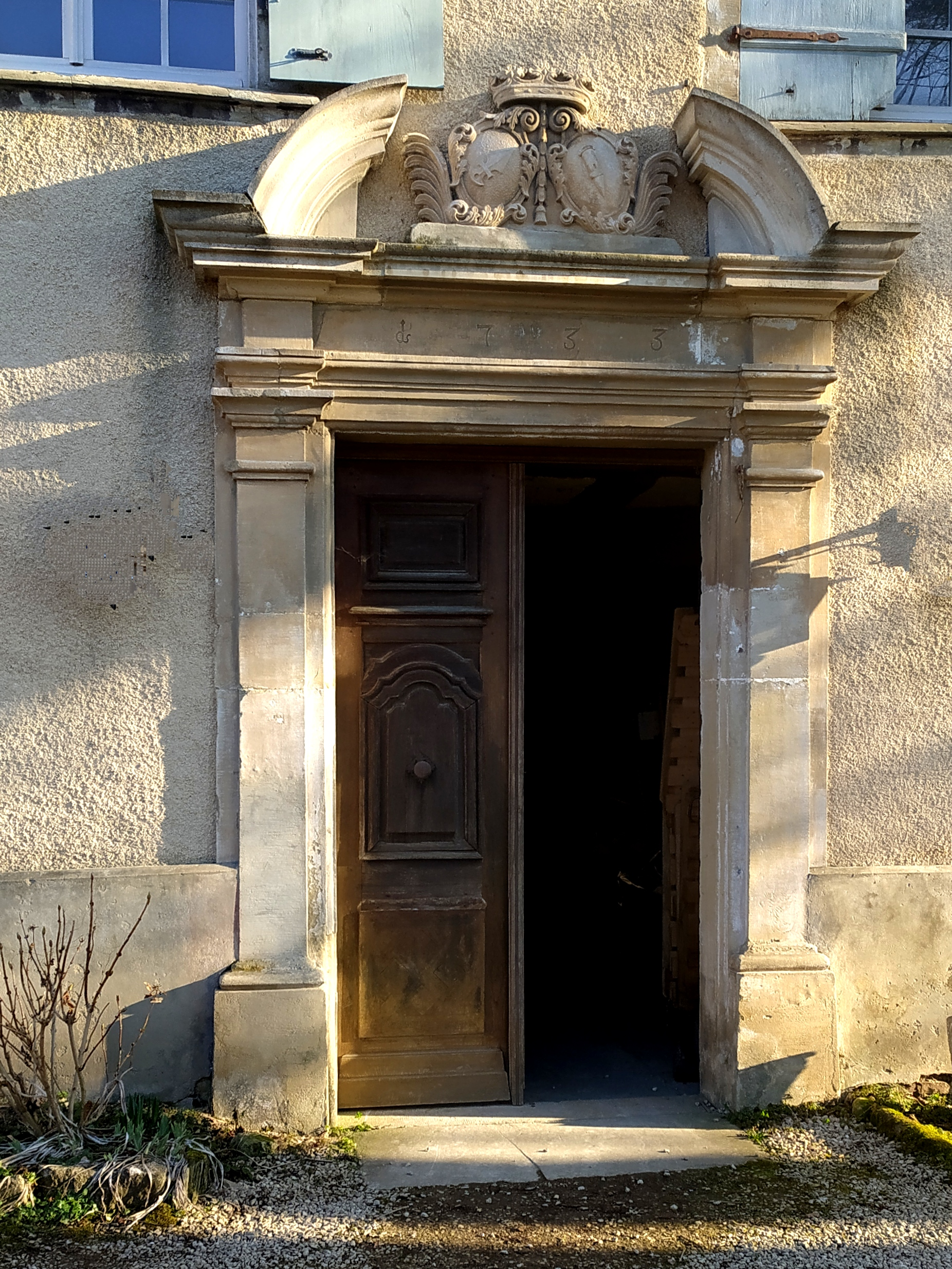
Portal des Herrensitzes der Reich von Reichenstein (1733)

Die Sankt Michaelskirche wurde 1843 errichtet, als Biederthal eigenständige Pfarrei wurde. Der Turm wurde 1912 angefügt. Bis 1803 war Biederthal Filial der Kirche des schweizerischen Rodersdorf, kam dann zur Pfarrei Wolschwiller.

## Wappen
Wappenbeschreibung: In Blau ein achtstrahliger goldener Stern.

### Bevölkerungsentwicklung
| Jahr      | 1910 | 1962 | 1968 | 1975 | 1982 | 1990 | 1999 | 2007 | 2017 |
| --------- | ---- | ---- | ---- | ---- | ---- | ---- | ---- | ---- | ---- |
| Einwohner | 256  | 221  | 228  | 221  | 209  | 232  | 308  | 348  | 317  |